# Coupe du monde de slalom de canoë-kayak 2017
Navigation
Coupe du monde de slalom 2016 Coupe du monde de slalom 2018
La 30e coupe du monde de slalom en canoë-kayak, organisée par la Fédération internationale de canoë, se déroule du 16 au 10 septembre 2017.

## Calendrier
| Date                 | Ville           | Pays      |
| -------------------- | --------------- | --------- |
| 16 au 18 juin        | Prague          | Slovaquie |
| 23 au 25 juin        | Augsbourg       | Allemagne |
| 30 juin au 2 juillet | Markkleeberg    | Allemagne |
| 1 au 3 septembre     | Ivrée           | Italie    |
| 8 au 10 septembre    | La Seu d'Urgell | Espagne   |

## Résultats
Le tableau recense les vainqueurs de chaque catégorie pour chacune des étapes.
| Catégorie        |                            |                              |                            |                                |                              |
| C-1 hommes       | Sideris Tasiadis           | Matej Beňuš                  | Michal Martikán            | Sideris Tasiadis               | Benjamin Savšek              |
| C-1 femmes       | Kimberley Woods            | Jessica Fox                  | Jessica Fox                | Jessica Fox                    | Núria Vilarrubla             |
| C-2 hommes       | Jonáš Kašpar/Marek Šindler | Robert Behling/Thomas Becker | Jonáš Kašpar/Marek Šindler | Ladislav Škantár/Peter Škantár | Robert Behling/Thomas Becker |
| K-1 hommes       | Vít Přindiš                | Vít Přindiš                  | Giovanni De Gennaro        | Vít Přindiš                    | Peter Kauzer                 |
| K-1 femmes       | Maialen Chourraut          | Ricarda Funk                 | Ricarda Funk               | Ricarda Funk                   | Ricarda Funk                 |
| C-2 mixte        | Tereza Fišerová/Jakub Jáně | pas d'épreuves               | pas d'épreuves             | pas d'épreuves                 | pas d'épreuves               |
| K-1 hommes cross | Michael Dawson             | Boris Neveu                  | Vít Přindiš                | Hannes Aigner                  | Hannes Aigner                |
| K-1 femmes cross | Amálie Hilgertová          | Jasmin Schornberg            | Tereza Fišerová            | Ana Sátila                     | Martina Wegman               |

## Classement final
| Épreuve   | Or                           | Argent                     | Bronze                         |
| --------- | ---------------------------- | -------------------------- | ------------------------------ |
| C1 hommes | Sideris Tasiadis             | Benjamin Savšek            | Alexander Slafkovský           |
| C1 femmes | Jessica Fox                  | Tereza Fišerová            | Nadine Weratschnig             |
| C2 men    | Robert Behling/Thomas Becker | Jonáš Kašpar/Marek Šindler | Gauthier Klauss/Matthieu Péché |
| K1 hommes | Vít Přindiš                  | Sebastian Schubert         | Peter Kauzer                   |
| K1 femmes | Ricarda Funk                 | Jessica Fox                | Jana Dukátová                  |